# Romanica Olomucensia
Romanica Olomucensia è una rivista di linguistica e di letteratura romanza.

## Storia
Fondata nel 2008, succede ad Acta Universitatis Palackianae Olomucensis: Facultas Philosophica: Philologica: Romanica Olomucensia (1973–2007), rivista scientifica del dipartimento di lingue e letterature romanze dell'Università Palacký di Olomouc.
L'obiettivo principale della rivista è gettare un ponte fra la lunga e consolidata di studi romanzi dell'Europa Centrale e gli specialisti dei paesi di lingua romanza, soprattutto europei, ma anche africani e americani.
La rivista è attualmente diretta da Enrique Gutierrez Rubio. Fanno parte del comitato scientifico, fra gli altri, Massimo Fusillo, Brad Epps, Michele Loporcaro, Mario Martín Gijón e Philippe Monneret.
Vi si trovano ricerche e studi sulle lingue e sulle letterature romanze. Pur avendo l'inglese come lingua ufficiale, Romanica Olomucensia ospita articoli e recensioni in francese, italiano, portoghese e spagnolo. Tutti gli articoli pubblicati dal 2013 sono consultabili gratuitamente in rete attraverso il portale Dialnet.